# Carrés aux dattes
Les carrés aux dattes (ou carrés de dattes ; en anglais, date squares) sont un dessert canadien fait de dattes cuites avec une garniture de flocons d'avoine,.
Dans l'Ouest canadien, le dessert est connu sous le nom de matrimonial cake (traduction :gâteau matrimonial). Dans l'Est canadien, il est aussi appelé date crumbles (traduction : croustade aux dattes).
On le trouve souvent dans les cafés comme collation sucrée. Parfois, des noix sont ajoutées à la couche de dattes ou à la garniture. Des écorces confites peuvent être ajoutées à la couche de dattes pour créer une texture contrastante.
Les carrés de dattes sont un plat traditionnel dans la province canadienne de Terre-Neuve-et-Labrador.
Selon la tradition, les carrés aux dattes sont exclusivement de forme carrée.